# Цытович, Виктор Степанович
Ви́ктор Степа́нович Цыто́вич (3 февраля [22 января] 1824 — 27 [15] апреля 1882) — российский военный и государственный деятель, генерал-лейтенант Генерального штаба, военный губернатор и командующий войсками Акмолинской области. Член Западно-Сибирского отдела Императорского русского географического общества.

## Биография
Сын протоиерея Орденского кирасирского полка, происходил из дворян Херсонской губернии, родился 22 января 1824 года в селе Точна, Могилёвского уезда.

### Начало военной службы и участие в Венгерской военной компании
10 августа 1844 года по окончании курса учения в Нижегородском Аракчеевском кадетском корпусе и Дворянском полку, В. С. Цытович был выпущен прапорщиком в конно-артиллерийскую № 26 батарею, с причислением к Генеральному штабу, и в том же году назначен на службу в 5-й армейский корпус.
В мае 1849 года В. С. Цытович был командирован во 2-й пехотный корпус для подавления Венгерского восстания. С 23 мая по 13 сентября 1849 года участвовал в венгерской военной компании в составе 2-го пехотного корпуса под начальством генерал-лейтенанта П. Я. Куприянова. Принимал участие во взятии городов Бартфельд, Эперьеш, Кашау, Мишкольц и Вайцен. За отличие в сражении при Дебрецене, 21 июля 1849 года, награждён орденом Святой Анны 4-й степени с надписью «За храбрость».
В конце 1849 года В. С. Цытович назначен младшим штаб-офицером при 10-й пехотной дивизии, в 1850 году переведён во 2-й резервный кавалерийский корпус, а в 1853 году назначен дивизионным квартирмейстером резервной уланской дивизии, и в следующем 1854 году произведён в капитаны.

### Крымская компания
В Крымской войне с 3 мая 1854 года в составе штаба Резервной  уланской дивизии под начальством генерал-лейтенанта В. С. Корфа, находился в отряде для защиты Одессы; с 27 сентября находился в блокаде Евпатории и в аванпостных стычках в составе Евпаторийского отряда. 28 января 1855 года помимо своих основных обязанностей В. С. Цытович распоряжением главнокомандующего в Крыму светлейшего князя А. С. Меньшикова исправлял должность отрядного квартирмейстера войск собранных для Штурма Евпатории. С 5 февраля находился при  усиленной рекогносцировке у Евпатории под начальством генерал-лейтенанта С. А. Хрулёва.  9 марта участвовал при отражении атаки турецкого отряда под Евпаторией, 4 августа — в сражении на реке Чёрной и на Федюхиных высотах. 31 июля по распоряжению командира 1-го резервного кавалерийского корпуса генерала от кавалерии И. П. Шабельского исправлял должность обер-квартирмейстера Евпаторийского отряда собранного на реке Бельбек. 13 сентября участвовал в деле у аула Багай, 11 октября — в деле между аулом Чеботарем и Темешским телеграфом, 15  октября — в  деле  левого  авангарда Евпаторийского  отряда  у  Чеботаря, и 31 октября — в деле у аула Курулу-Кипчак в авангарде у отряда генерал-адъютанта князя Радзивила. За отличие в делах под Евпаторией награждён орденами Святого Владимира 4-й степени с мечами и Святой Анны 2-й степени с императорской короной и мечами.

### Послевоенная служба
По упразднении в 1856 году резервной уланской дивизии, В. С. Цытович прикомандирован был к штабу бывшего инспектора резервной кавалерии для исправления должности обер-квартирмейстера. В январе 1857 года произведён в подполковники, с назначением начальником штаба резервной дивизии 6-го пехотного корпуса, а в феврале того же года назначен начальником штаба 17-й пехотной дивизии. Произведённый в 1861 году в полковники, он был назначен в 1864 году командиром 64-го пехотного Казанского Е. И. В. Великого Князя Михаила Николаевича полка.
В 1870 году он получил должность помощника начальника штаба Западно-Сибирского военного округа и 17 апреля того же года произведён в генерал-майоры. С 4 июля по 3 сентября 1870 года помимо своих основных обязанностей В. С. Цытович распоряжением командующего округом генерал-адъютанта А. П. Хрущева исправлял обязанности заведующего окружным артиллерийским управлением Западно-Сибирского военного округа, а с 4 сентября 1870 года по 28 мая 1871 года исправлял обязанности командующего войсками Акмолинской области и наказного атамана Первого и Второго военных отделов Сибирского казачьего войска.

### Во главе Акмолинской области
22 декабря 1871 года В. С. Цытович был назначен военным губернатором и командующим войсками Акмолинской области с правами и обязанностями наказного атамана Первого и Второго военных отделов Сибирского казачьего войска. 
Помимо своих основных обязанностей с 1871 по 1882 годы В. С. Цытович являлся членом Военно-окружного совета Западно-Сибирского военного округа (по званию окружного инспектора госпиталей), а также членом Западно-Сибирского окружного управления попечения о раненых и больных воинов, председателем управления был его брат Платон. С 1876 по 1881 годы В. С. Цытович председательствовал в Совете Главного управления Западной Сибири, замещая на этом посту двух генерал-губернаторов А. П. Хрущёва и Н. Г. Казнакова. 27 сентября 1876 года Цытовичем принимается решение о  проведении общественными силами однодневной переписи населения Омска и  создании с этой целью особой Организационной  комиссии, с привлечением  представителей  различных отраслей  местного  управления, проводить перепись которая состоялась 10  апреля 1877  года, было поручено секретарю     Акмолинского областного статистического комитета И. Я. Соловцову. Эта перепись стала первой в Западной Сибири, проведённой в соответствии с требованиями науки и практики, определёнными на Петербургском конгрессе.
19 февраля 1880 года произведён в генерал-лейтенанты, а в 1881 году назначен Акмолинским губернатором, с оставлением в Генеральном штабе, эту должность он занимал до самой смерти. 
Скончался 15 апреля 1882 года, похоронен в городе Омске на Казачьем кладбище.

## Научная деятельность
12 декабря 1878 года по предложению И. Ф. Бабкова, В. С. Цытович был избран действительным членом Западно-Сибирского Отдела Императорского русского географического общества, и являлся им до самой своей смерти. В. С. Цытович вместе с генерал-губернатором Западной Сибири Н. Г. Казнаковым, принял активнейшее участие в организации  Музея ЗСОИРГО (первого музея в Омском Прииртышье). Зная о  возможностях и характере В. С. Цытовича, еще 24 февраля  1877 года генерал-губернатор Н. Г.  Казнаков в письме поручает ему устройство музея:  

Для  хранения  разного  рода  предметов, относящихся до этнографии, естественной  истории, сельского хозяйства, технических производств и кустарной  промышленности, которые могли бы послужить для учреждения Сибирского музея в Омске, прошу Ваше Превосходительство сделать распоряжения, чтобы для этого  музея было отведено помещение, присоединенное к Омскому офицерскому  собранию
Благодаря стараниям В. С. Цытовича, фонды музея и собрание ЗСОИРГО, разместились в Омском офицерском собрании, он был одним из тех кто в самом начале возникновения музея  начал участвовать в пополнении его различных коллекций, в том числе им было пожертвовано музею четыре больших фотографических вида Тюмени и Кургана. Цытович занимался так же пополнением этнографических коллекций для этнографического отдела музея. 31 декабря 1879 года Цытовичем были пожертвованы музею три каменные бабы (№ 3, 7 и 9), найденные в конце 1878 года И. Я. Соловцовым в Кокчетавском уезде Акмолинской области и хранившиеся в канцелярии или на квартире у Цытовича как председателя Акмолинского областного статистического комитета. С данных экспонатов предполагалось снять гипсовые слепки для отправления их на учреждавшуюся в 1879 году Антропологическую выставку по инициативе Императорского общества любителей естествознания, антропологии и этнографии при Московском университете. 16 февраля 1881 года Цытовичем были пожертвованы в музей отдела некоторые киргизские вещи и предметы, посылавшиеся в 1879 году на III Международный съезд ориенталистов в Санкт-Петербурге, именно: киргизского ковша с ручкой в виде гусиной головы, чарки из древесного корня обложенной серебром, ковша из рога аргали, двух деревянных ковшей, дорожного саптаяка, шёлкового пояса, веретена, пороховницы и подойника из верблюжьей кожи.

## Чины, звания
- Прапорщик с причислением к Генштабу (8 сентября 1844 года)[3];
- Подпоручик с причислением к Генштабу (27 ноября 1846 года) — «За отличие по службе»;
- Поручик Генштаба (3 июня 1849 года);
- Штабс-капитан Генштаба (3 июля 1850 года) — «За отличие по службе»;
- Капитан Генштаба (11 апреля 1854 года);
- Подполковник Генштаба (1 января 1857 года);
- Полковник Генштаба (30 августа 1861 года);
- Генерал-майор Генштаба (17 апреля 1870 года) — «За отличие по службе»;
- Генерал-лейтенант Генштаба (19 февраля 1880 года) — «За отличие по службе»;

## Награды
- Орден Святого Станислава 3-й степени (1848 год);
- Орден Святой Анны 4-й степени с надписью «За храбрость» (ВП 21 июля 1849 год) — "За отличное мужество и храбрость оказанные в сражении при Дебрецене "[3];
- Орден Святой Анны 3-й степени (1851 год);
- Орден Святой Анны 2-й степени (1852 год);
- Императорская корона к Ордену Святой Анны 2-й степени (1852 год);
- Орден Святого Владимира 4-й степени с мечами и бантом (ВП 15 октября 1855 года) — «За отличное мужество и храбрость в деле под Евпаторией»[3];
- Мечи к Ордену Святой Анны 2-й степени с Императорской короной (6 марта 1856 года) — «За отлично-усердную службу и храбрость оказанные в делах Евпаторского отряда в октябре 1855 года»[3];
- Орден Святого Станислава 2-й степени с Императорской короной (1858 год);
- Орден Святого Владимира 3-й степени с мечами над орденом (22 февраля 1863 года);
- Орден Святого Станислава 1-й степени (ВП 10 апреля 1871 года);
- Орден Святой Анны 1-й степени (ВП 8 февраля 1874 года);
- Орден Святого Владимира 2-й степени (ВП 1 января 1878 года)

Медали, другие награды:
- Бриллиантовый перстень с Вензелем Его Императорского Величества (ВП 24 ноября 1867 года);
- Медаль «За усмирение Венгрии и Трансильвании»;
- Медаль «В память войны 1853—1856 гг.» на Георгиевской ленте
- Медаль «За защиту Севастополя»[3]

## Семейные связи
Был женат на дочери потомственного дворянина Марии Павловне Тяпкиной, помещицы имеющей родовое имение в Саратовской  губернии: в Аткарском уезде, в  деревне Новопавловской — 1394  десятин земли со 129 временно-обязанными  крестьянами; в Балошовском уезде в селе Турки и деревне Ольхах — 414  десятин земли с 81 крестьянином; в  Вольском  уезде  в  деревне Крутцах — 150  десятин земли с 12 крестьянами
Дети:
- Мария (1862 г.р.) — была замужем за управляющим Акцизными сборами Западной Сибири, действительным статским советником В. А. Кочеровым;
- Анна (1867 г.р.);
- Ольга (1869 г.р.);
- Владимир (1870—1916) — полковник, военный педагог, участник 1-й Мировой войны;
- Надежда (1873 г.р.);
- Виктор (1876—1920) — полковник, командир дивизиона 49-й артиллерийской бригады, участник 1-й Мировой войны, в 1915 году за храбрость награждён Георгиевским оружием.

Его братья также являлись генералами:
- Николай (1827—1893) — генерал-лейтенант, командир 1-й бригады 4-й пехотной дивизии, его сын Владимир был генерал-майором, состоял при Главном инженерном управлении;
- Эраст (1830—1898) — генерал от инфантерии, член Военного совета Российской империи, за Русско-Турецкую войну в 1878 году награждён орденом Св. Георгия 4-й степени;
- Платон (1833—1894) — генерал-лейтенант, директор Сибирского кадетского корпуса, его сын Николай был генерал-майором, профессором Михайловской артиллерийской академии